# Malassezia globosa
Espèce
Synonymes
- Malassezia ovalis

Malassezia globosa est une espèce de champignons unicellulaires ovales. C’est l’un des champignons responsables de la maladie cutanée Pityriasis versicolor chez l’homme et certains animaux. Elle fait partie des 8 espèces du genre Malassezia (sur 14) recensées dans la flore commensale de l’homme. Celle-ci est lipophile et se développe principalement l’été, en présence de sueur.